# Kerri Kenney-Silver
Kerri Kenney-Silver (Fort Wayne, 20 gennaio 1970) è un'attrice, comica, sceneggiatrice, cantante e musicista statunitense.
È nota soprattutto per aver interpretato il ruolo di Trudy Wiegel nella serie televisiva Reno 911! di Comedy Central per il quale ha ricevuto cinque nomination ai Primetime Emmy Awards e per aver lavorato nella serie di sketch comici The State di MTV. È apparsa inoltre in ruoli ricorrenti in Superstore, 2 Broke Girls, Love e The Ellen Show. A metà degli anni '90, Kenney è stata la frontman del gruppo rock Cake Like.

## Biografia
Kenney-Silver è nata a Fort Wayne, in Indiana, ed è cresciuta a Westport, nel Connecticut, e a New York. È la figlia di Carol Kenney e Larry Kenney.

## Doppiatrici italiane
Nelle versioni in italiano delle opere in cui ha recitato, Kerri Kenney-Silver è stata doppiata da:
- Daniela Calò in Reno 911!, Reno 911!: Miami, Reno 911! - Alla ricerca di QAnon
- Germana Pasquero in The Ten
- Liliana Sorrentino in A proposito di Steve
- Marina Tagliaferri in Nudi e felici
- Claudia Razzi in Santa Clarita Diet
- Alessandra Cassioli in Love
- Raffaella Castelli in Other People
- Paola Giannetti in Downsizing - Vivere alla grande
- Daniela Debolini in Wet Hot American Summer: First Day of Camp
- Antonella Giannini in Una serie di sfortunati eventi
- Tiziana Avarista in The Four Seasons

Da doppiatrice è sostituita da:
- Rita Savagnone in Finalmente weekend
- Maria Cristina Heller in Hell and Back
- Beatrice Caggiula in Harvey Beaks
- Laura Lenghi in Big Hero 6 - La serie